# Salmo 114
Il salmo 114 costituisce il centoquattordicesimo capitolo del Libro dei salmi.
È utilizzato dalla Chiesa cattolica nella liturgia delle ore.